# Reaktivfärbung
Die Reaktivfärbung beruht auf der 1954 gemachten Entdeckung, dass sich bestimmte Farbstoffe mit einem Dichlortriazin-Rest unter alkalischen Färbebedingungen durch kovalente Bindungen an die Faser binden und damit sehr waschechte Einfärbungen liefern können.
Die wichtigsten Substrate für Reaktivfärbungen sind Cellulose-Fasern, insbesondere Baumwolle, geeignet sind jedoch auch Wolle, Seide und Polyamid.

## Reaktivfarbstoffe
Reaktivfarbstoffe bestehen aus einem farbgebenden Chromophor, einer oder mehreren löslichmachenden Gruppen sowie einem oder mehreren reaktiven Ankern, die durch Brückenglieder vom Chromophor getrennt sind.

## Durchführung
Die Reaktivfärbung auf Cellulosefasern erfolgt in Gegenwart einer Base (z. B. Natriumcarbonat oder Natronlauge) und eines Elektrolyts, in aller Regel Natriumsulfat oder Natriumchlorid. Die erforderlichen pH- und Temperaturbedingungen hängen in erster Linie von dem verwendeten Reaktivanker-System ab. Die optimale Temperatur bei den sogenannten „Kaltfärbern“ (z. B. Monofluortriazin-Farbstoffe) liegt bei 30–50 °C, bei den „Heißfärbern“ (z. B. Monochlortriazin-Farbstoffe) bei >70 °C. 
Das wichtigste Verfahren ist das Ausziehverfahren, bei dem alle benötigten Chemikalien bei Raumtemperatur zur Färbeflotte gegeben werden. Die Fixierung des Farbstoffs erfolgt dann beim Aufheizen des Färbebads auf die erforderliche Temperatur. 
Bei den Klotzverfahren wird das zu färbende Material mit der Färbeflotte in Kontakt gebracht. Die Fixierung erfolgt entweder über einen Zeitraum von mehreren Stunden bei Raumtemperatur oder durch Behandlung mit heißer Luft oder Dampf.
Eine unerwünschte Nebenreaktion bei der Reaktivfärbung ist die Hydrolyse des Farbstoffs. Zur Entfernung der Hydrolysate muss nach der Fixierung das Färbematerial mit Wasser gespült und gewaschen werden. 
 Die Reaktivfärbung von Seide im Ausziehverfahren erfolgt in einem schwach basischem Medium. Wolle wird normalerweise in einem schwach saurem Färbebad mit Reaktivfarbstoffen gefärbt.